# يوسف البصري
يوسف البصري  (13 مارس 1983 المغرب) هو لاعب كرة قدم مغربي يلعب كلاعب وسط.

## روابط خارجية
- يوسف البصري على موقع قاعدة بيانات كرة القدم.إي يو (الإنجليزية)